# Movement (The Gossip)
Movement è il secondo album discografico in studio del gruppo musicale indie rock statunitense Gossip (ai tempi chiamati The Gossip), pubblicato nel maggio 2003. 

## Tracce
1. Nite – 2:26
2. Jason's Basement – 2:00
3. No, No, No – 1:57
4. Don't (Make Waves) – 2:34
5. All My Days – 2:41
6. Yesterday's News – 4:10
7. Fire/Sign – 2:33
8. Confess – 2:18
9. Lesson Learned – 1:27
10. Dangerrr – 2:16
11. Light Light Sleep – 6:17
12. Never Gonna Give You Up – 3:33

## Gruppo
- Beth Ditto - voce, piano
- Brace Paine - chitarra, basso
- Kathy Mendonça - batteria